# Przewoźniki
Przewoźniki (deutsch bis Anfang des 20. Jahrhunderts Wendisch Hermsdorf, bis 1945 Hermsdorf bei Priebus; sorbisch Secowka) ist ein Dorf in der polnischen Landgemeinde Trzebiel im Landkreis Żary (Woiwodschaft Lebus).

## Geographie
Przewoźniki liegt südlich des Muskauer Faltenbogens in einer waldreichen Gegend an der Droga wojewódzka 350, die bei Nowe Czaple (Neu Tschöpeln) von der Droga krajowa 12 abzweigt und ab der Wüstung Wendisch Musta über Przewóz (Priebus) bis Dobrzyń (Dobers) in Neißenähe verläuft.

## Geschichte
Der Name Hermsdorf als Kurzform von Hermannsdorf lässt darauf schließen, dass das Dorf von deutschen Siedlern angelegt wurde. Gepfarrt war das Dorf nach Zibelle.
Im Jahr 1458 erfuhr das zum Herzogtum Sagan gehörende Dorf eine urkundliche Erwähnung, als Hans von Ragewitz, Hauptmann zu Priebus, das Gut Hermsdorf an Hans von der Heide auf Groß Särchen übergab, nachdem dieser die Lehnsrechte von den saganschen Herzögen Wenzel und Hans gekauft hatte.
Die Gutsherrschaft lag 1540 mit den Bauern wegen zu leistender Hofedienste im Streit.
Herzog Moritz von Sachsen belehnte im Jahr 1543 die von der Heide mit Hermsdorf. Im späteren 16. sowie im 17. Jahrhundert war das Gut im Besitz der Familien von Löben und von Nostitz.
Der Zibeller Kirchenchronik zufolge war das Dorf während des Dreißigjährigen Krieges (1618–1648) so verwüstet worden, dass nur noch der Gutshof und drei wüste Bauerngüter standen. Sorbische Bauernsöhne von der anderen Neißeseite sollen danach ins Dorf gekommen sein um eigene Bauernwirtschaften anzulegen. Dadurch soll Sorbisch die im Ort vorherrschende Sprache gewesen sein, durch die der Ort den Namenszusatz Wendisch erhielt.
| Jahr | Einwohner |
| ---- | --------- |
| 1910 | 309       |
| 1933 | 381       |
| 1939 | 364       |

Bis um 1800 war das Dorf auf zwölf Gärtnernahrungen und zwei Häuslerstellen angewachsen, zudem gab es ein Vorwerk und zwei Wassermühlen. Die 1800 gegründete Schule erhielt 1843 ein eigenes Gebäude.
Anfang des 20. Jahrhunderts wurde der Name von Wendisch Hermsdorf auf Hermsdorf bei Priebus geändert, nachdem das Dorf nahezu gänzlich von Deutschen bewohnt war. Durch die Auflösung des Kreises Sagan kam dessen westlicher Teil, darunter auch Hermsdorf, 1932 an den Kreis Rothenburg.
Nach dem Zweiten Weltkrieg lag das Dorf infolge der Westverschiebung Polens auf der polnisch verwalteten Seite der Oder-Neiße-Linie. Während der Kreis Rothenburg zum größeren Teil auf der linken Neißeseite lag, lag der Kreis Sorau zum größeren Teil auf der rechten Neißeseite. Bis auf ein paar Dörfer im Süden kamen die meisten Orte im polnischen Teil des Rothenburger Kreisgebietes zum Kreis Sorau (powiat żarowski, später in powiat żarski umbenannt), so auch die Gemeinde Hermsdorf bei Priebus, die den Namen Przewoźniki erhielt.
Seit 1950 gehörte der Kreis bis zu seiner Auflösung durch die polnische Verwaltungsreform von 1975 zur Woiwodschaft Grünberg, die bei der Reform verkleinert wurde. Seit der Wiedereinführung der Kreise zum 1. Januar 1999 liegt Przewoźniki wieder im Landkreis Żary (Woiwodschaft Lebus).